# 프리 차이나: 믿음을 위한 용기
《프리 차이나: 믿음을 위한 용기》(Free China: The Courage to Believe)는 파룬궁의 박해를 다루고 있는 2012년 다큐멘터리 영화이다. NTD TV, 월드2비 프로덕션(World2Be Production)이 공동 제작했다.

## 줄거리
베이징에 사는 한 여성과 뉴욕에 사는 한 남성의 삶이 그들의 공통된 신념으로 인해 운명적으로 이어지게 된다. 한 아이의 엄마이자 모범 시민으로 살아가던 제니퍼는 자신의 믿음 때문에 투옥된다. 심신에 대한 고문을 견뎌가던 그녀는 기로에 선다. 자신의 믿음을 지키고 감옥에서 스러져 갈 것인가 아니면 믿음을 부정함으로써 풀려나 자신의 이야기를 알릴 것인가? 지구 반대편에서 중국계 미국인 사업가인 찰스는 중국에서 자행되는 박해를 막기 위해 자신이 할 수 있는 일을 찾았다. 하지만 광저우 공항에 발을 들여 놓은 순간 공안에 연행되어, 노동교양형 3년을 선고 받고 수용소에 감금된다.

## 출연
인터뷰 출연자는 다음과 같다.
- 제니퍼 정 Jennifer Zeng[2], 전직 중국 공산당원, 베스트셀러 ‘역사의 증인: 한 여인의 자유를 위한 투쟁 Witnessing History: One Woman’s Fight for Freedom’ 저자
- 찰스 리 Dr. Charles Lee, 중국계 미국인 사업가, 강제수용소 생존자
- 데이비드 킬고어 Hon. David Kilgour, 전 캐나다 국무장관(아태 담당)
- 크리스 스미스 Rep. Chris Smith, 미국 하원 의원, 미국 의회-행정부 중국 위원회(CECC) 위원장
- 에단 구트만 Ethan Gutmann, ‘잃어버린 신중국 Losing The New China’ 저자, 아시안 월스트리트 저널 기고가

## 크레딧
- 감독/각본/제작: 마이클 펄만(World2Be Productions)
- 제작/총괄 제작: 키안 왕(NTD Television)
- 음악: 토니 천, 작사: 황성젠, 노래: 코리앙카 킬처, 편집: 조 버기스,탈 아츠몬, 사진/영상 촬영: 탈 아츠몬,루미 가이거, 상영시간: 53:30 오리지널 포맷: HD 1920:1080 영상포맷: HDCAM/.mov/Bluray/DCP
- 제작국가: 미국(뉴욕) 제작연도: 2012년 2월 음향: Stereo (LTRT)

## 수상경력
- 덴버 자유사상 국제영화제 최고상(덴버, 8월 3일)
- 필라델피아 아메리칸 인사이트 자유언론 영화제 대상(필라델피아, 5월 16일)
- LA 사회문제 영화제 국제정치문화 다큐멘터리 부문 최고상(5월 6일)
- 제45회 휴스턴 국제영화제 60분 이하 다큐멘터리 부문 최고상(4월 21일)
- 제17회 팜비치 국제영화제 공식 초청작
- 2012 오타와 국제영화제 공식 초청작
- 2012 LA 인디영화제 공식 초청작